# 德米特里·奥努普里延科
德米特里·普拉托诺维奇·奥努普里延科（1906年10月25日—1977年11月22日），蘇聯烏克蘭裔陸軍中將。奥努普里年科在第二次世界大战期间参與莫斯科戰役、库尔斯克会战以及柏林戰役，他在庫爾斯克会战獲得蘇聯英雄稱號，战后他負責指揮數個军团。

## 早年生活
1906年10月25日，奥努普里延科生于基輔省卡涅夫斯基县舒皮基村中的一个农民家庭，全家都是乌克兰族。1925年，奥努普里延科七年级毕业后于九月被征入苏联红军。

## 军旅生涯

### 两次世界大战之间
1928年，奥努普里延科从基辅步兵学校毕业，之后任苏联边防军某部前哨排副排长，后指挥边防军第23分遣队，1930年加入苏联共产党。在1932-1935年间，奥努普里延科在边防军第2分遣队中担当教官。1938年，奥努普里延科自伏龙芝军事学院毕业，11月，任边防及内卫部队教育部第一师师长高级助理。1939年3月，任内务人民委员部护送部队（Escort Troops）副司令 。

### 第二次世界大战
冬季战争期间，奥努普里延科的职务是某内务人民委员部特别单位副指挥官。1941年3月，官至内务人民委员部行动副总指挥（deputy chief of operations），6月，任莫斯科军区参谋长。7月，奉命从加里宁州（今俄罗斯特维尔州）的内务人民委员部部队及民兵中抽调人员组建第33军。7月17日，奥努普里延科在指挥部组建完毕后就任军长，该军驻扎在莫扎伊斯克防线上。1941年10月的维亚济马战役中，第33军损失惨重，奥努普里延科被贬职为副军长，他的继任者是米哈伊尔·叶夫列莫夫。1942年1月2日，奥努普里延科获颁紅旗勳章，此后一直在参与莫斯科戰役的指挥工作，直到3月被派到总参谋部军事学院（全称工农红军伏罗希洛夫元帅总参军事学院）学习高等军事理论为止。
奥努普里延科于1942年末在总参军事学院结业，后任加里宁方面军第3后备军参谋长，于12月7日被提拔为少将。1943年1月15日，奥努普里延科成为第二坦克军参谋长，参加了迪米特列耶夫-谢夫斯克（Dmitriyev-Sevsk）攻势。6月28日，任第六近卫步枪师师长，在库尔斯克会战中指挥该部守住了波内里（Ponyri）。7月14日，奥努普里延科因在库尔斯克战役中的成功指挥而获颁红旗勋章。1943年9月23日，奥努普里延科获得二级苏沃洛夫勋章，后在切尔尼戈夫-普里皮亚季攻势中指挥第六近卫步枪师渡过第聂伯河的行动，9月30日，他的师在Teremtsy和Verkhnye Zary两村附近完成渡河，其先遣单位在对岸建立了一个小型桥头堡。据信德军并未预料到苏军会在上述地点渡河，但还是做出了快速反应，发动了反击。根据苏方资料，第六近卫步枪师挫败了德方全部反击，在第聂伯河与普里皮亚季河之间的德军战线上打开了缺口，之后跨过普里皮亚季河，在揚皮爾夺取桥头堡，继续向西进攻。1943年10月16日，奥努普里延科获得苏联蘇聯英雄以及列寧勳章 。
在第二次基輔戰役、日托米尔-别尔季切夫攻势以及利沃夫-桑多梅日攻勢中，奥努普里延科继续指挥第六近卫步枪师，1944年7月21日，获得第三枚红旗勋章，8月，任第13集团军第24步枪军军长，在利沃夫-桑多梅日攻势的剩余阶段率军作战。11月3日，奥努普里年科获得红星勋章，1945年，他的军隊参与了維斯瓦河-奧得河攻勢以及下西里西亚攻势，4月6日，获颁二级库图佐夫勋章。

### 战后
1945年6月27日，奥努普里延科晋升至中將，同时获颁一级库图佐夫勋章，11月6日，获得个人第四枚红旗勋章。奥努普里延科自1946年6月起担当喀尔巴阡军区第10机械化师师长，8月，被调至外高加索军区的第13步枪军任军长，之后又在1947年9月来到远东军区担当第87步枪军军长。1950年11月15日，奥努普里延科凭借长达25年的服役生涯而再次获得列寧勳章，1952年10月，进入总参军事学院继续学习高等军事理论，于次年10月10日结业后，前往喀尔巴阡军区担任第3山地步枪军军长。1955年10月26日，奥努普里延科第五次获颁红旗勋章，最终于1957年3月退役   。

## 晚年生活
奥努普里延科退伍后住在莫斯科，逝世于1977年11月22日，葬于孔策沃公墓 。

## 備註
1. ↑  俄語羅馬化：Dmitriy Platonovich Onupriyenko
2. ↑  烏克蘭語羅馬化：Dmytro Platonovych Onupriienko